# Mount Zeil
Mount Zeil är ett berg i Australien. Det ligger i regionen MacDonnell och territoriet Northern Territory, omkring 1 200 kilometer söder om territoriets huvudstad Darwin. Toppen på Mount Zeil är 1 531 meter över havet.
Mount Zeil är det högsta berget på Australiens fastland väster om Great Dividing Range. Trakten runt Mount Zeil är nära nog obefolkad, med mindre än två invånare per kvadratkilometer.. Det finns inga samhällen i närheten.
Omgivningarna runt Mount Zeil är i huvudsak ett öppet busklandskap. Genomsnittlig årsnederbörd är 392 millimeter. Den regnigaste månaden är februari, med i genomsnitt 102 mm nederbörd, och den torraste är augusti, med 1 mm nederbörd.